# قلعه پسی‌جان
قلعه پسی‌جان روستایی در دهستان قره کهریز بخش قره کهریز شهرستان شازند استان مرکزی ایران است.

## جمعیت
بر پایه سرشماری عمومی نفوس و مسکن در سال ۱۳۹۵ جمعیت این روستا ۲۷۹ نفر (۹۷خانوار) بوده‌است.